# Sterling (Utah)
Sterling – miasto w Stanach Zjednoczonych, w stanie Utah, w hrabstwie Sanpete.